# Epruveta
Epruveta (franc. éprouvette) je staklena posuda koja se koristi u laboratorijima. Epruvete (kušalice) najčešće se koriste za izvođenje reakcija mokrim putem. Različitih su veličina, od malenih mikroepruveta do velikih epruveta za kemijske reakcije i pohranu kemikalija. Epruvete za centrifugiranje imaju stožasto dno.
Najčešće se upotrebljavaju epruvete duge najmanje 15 cm, a promjera najmanje 15 mm. Mogu biti i graduirane.

## Vrste epruveta

### Epruvete od natrijevog stakla
Obično imaju ravni rub. Koriste se u mikrobiologiji.

### Epruvete od vatrostalnog stakla
Koriste se za analizu čistih tvari. Od običnih se epruveta razlikuju po tome što su puno deblje i mogu podnijeti veće temperature, te se mogu duže izlagati plamenu.

### Epruvete od brušenog stakla
Imaju brušeno grlo koje se može začepiti prikladnim čepom od brušenog stakla, te se kao takve mogu koristiti za za mućkanje i odlaganje tekućina, čak i nagrizajućih. Volumen im je od 5 do 500 ml, a promjera su 1 do 2 cm. Kao i obične epruvete mogu biti graduirane i negraduirane.

### Epruvete s bočnim nastavkom
Nazivaju se još i epruvete za odsisavanje. Koriste se za filtriranje manjih volumena tekućina i za razvijanje manjih količina plinova.

### Epruvete za NMR
Koriste se za NMR-spektroskopiju. Uske su i tankih stijenki od borosilikatnog stakla.